# Claudio Cassinelli
Claudio Cassinelli (Bolonia, 13 de septiembre de 1938 - Page (Arizona), 13 de julio de 1985) fue un actor de teatro, cine y televisión italiano. 

## Biografía y trayectoria artística

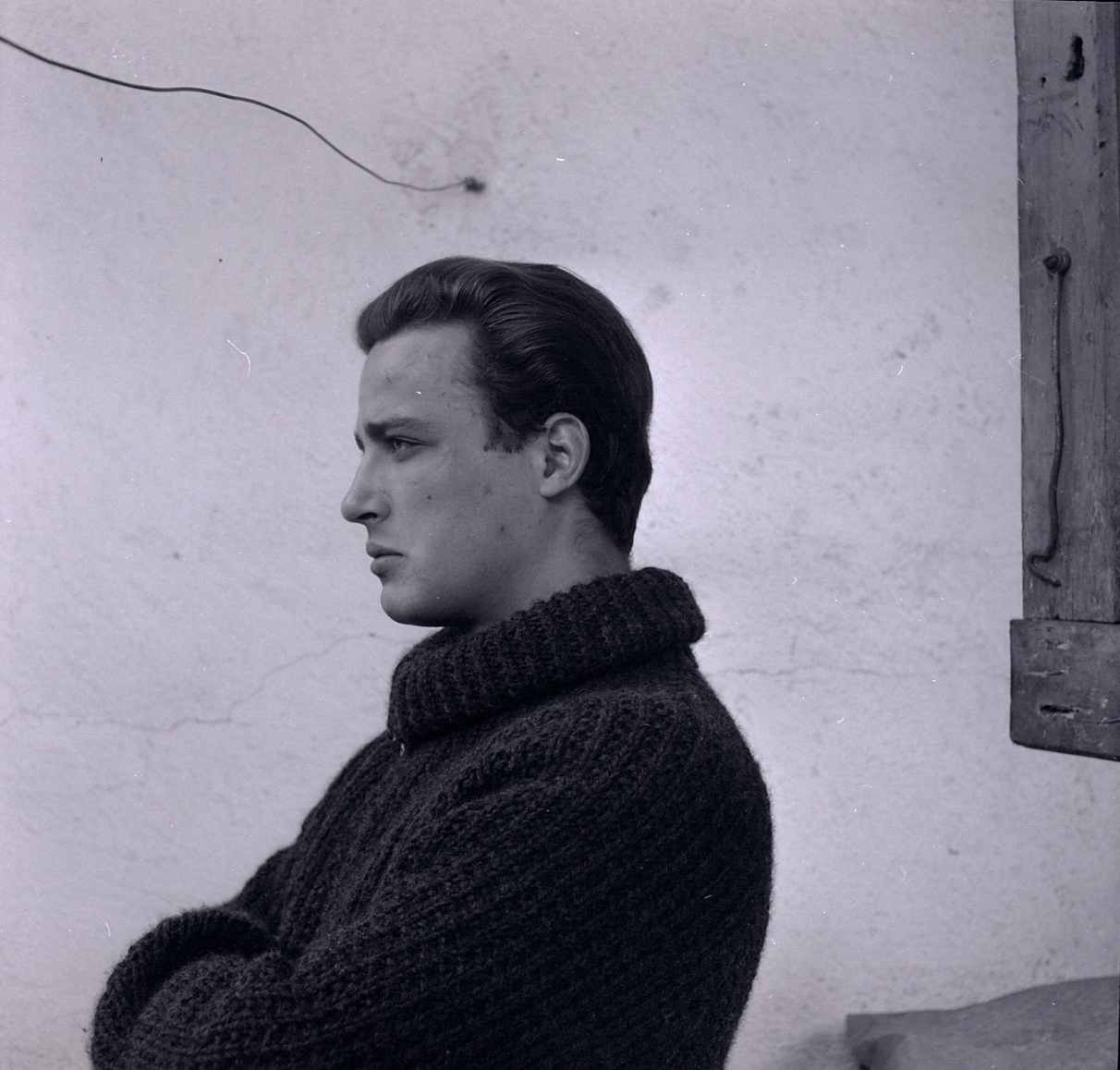
Claudio Cassinelli, 1965. Foto Paolo Monti.

Hijo de Antonio Cassinelli, un conocido cantante de ópera, Claudio Cassinelli comenzó su carrera artística en el teatro, y posteriormente se dedicó al cine y la televisión. Su trayectoria cinematográfica se divide igualmente entre películas de autor (entre ellas algunas de Paolo y Vittorio Taviani, Liliana Cavani, Pasquale Festa Campanile y Damiano Damiani) y películas de género, especialmente poliziotteschi y películas de acción.
Cassinelli murió en Page (Arizona) durante la grabación de una escena en la película Destroyer - Brazo de Acero de Sergio Martino, a los 46 años de edad. Concretamente, falleció cuando el helicóptero a bordo del que estaba rodando dicha escena se estrelló contra el Puente Navajo, debido a un error del piloto. Tuvo tres hijos: Sebastiano, Filippo y Giovanni.